# Sindo
Sindo è un dipartimento del Burkina Faso classificato come comune, situato nella Provincia di Kénédougou, facente parte della Regione degli Alti Bacini.
Il dipartimento si compone del capoluogo e di altri 11 villaggi: Bleni, Din, Doh Diassa, Fama, Fanfiela, Fignana, Gordaga, Lerasso, Niamana, N'gorlani e Senasso.